# Sapen (Manisrenggo)
Sapen is een bestuurslaag in het regentschap Klaten van de provincie Midden-Java, Indonesië. Sapen telt 1601 inwoners (volkstelling 2010).